# 格兰 (挪威)
格兰（挪威語：Gran）是挪威的一個市镇，位於内陆郡，行政中心为亞倫村。市镇面积为756平方公里，人口数量为13,695人（2016年），人口密度为每平方公里20人。